# Danh sách động từ bất quy tắc (tiếng Anh)
Trong tiếng Anh có ít nhất 620 động từ bất quy tắc.
Dưới đây là một phần các động từ bất quy tắc trong tiếng Anh
| Nguyên thể    | Quá khứ               | Quá khứ phân từ        | Nghĩa                          |
| abide         | abode/ abided         | abiden/ aboded         | tuân theo, chịu đựng           |
| arise         | arosen                | arisen                 | nổi dậy, nổi lên               |
| arise         | arose                 | arisen                 | phát sinh                      |
| awake         | awoke                 | awoken                 | đánh thức, thức, làm thức giấc |
| backslide     | backslid              | backslid               | lại phạm tội, tái phạm         |
| be            | was/were              | been                   | thì, là, bị, ở, được           |
| bear          | bore                  | born                   | mang, chịu đựng                |
| beget         | begot                 | begun                  | bắt đầu                        |
| behold        | beheld                | beheld                 | ngắm nhìn                      |
| beat          | beat                  | beaten                 | đánh đập                       |
| become        | became                | become                 | trở nên, trở thành             |
| befall        | befell                | befallen               | xảy ra, xảy đến                |
| begin         | began                 | begun                  | bắt đầu                        |
| bereave       | bereft                | bereft                 | cướp đi, tước đoạt             |
| behold        | beheld                | beheld                 | ngắm nhìn                      |
| bend          | bent                  | bent                   | bẻ cong, uốn cong              |
| beset         | beset                 | beset                  | bao quanh                      |
| bespeak       | bespoke               | bespoken               | chứng tỏ                       |
| beseech       | besought/beseeched    | besought/beseeched     | van xin                        |
| bet           | bet                   | bet                    | đánh cược, cá cược             |
| bid           | bid                   | bid                    | trả giá                        |
| bide          | bided/bode            | bided/bidden           | chờ đợi                        |
| bind          | bound                 | bound                  | buộc, trói                     |
| bite          | bit                   | bitten                 | cắn, ngoạm                     |
| bleed         | bled                  | bled                   | chảy máu                       |
| bless         | blessed/blest         | blessed/blest          | ban phúc                       |
| blow          | blew                  | blown                  | thổi                           |
| break         | broke                 | broken                 | đập vỡ, làm vỡ                 |
| breed         | bred                  | bred                   | nuôi, dạy dỗ                   |
| bring         | brought               | brought                | mang đến, mang lại             |
| broadcast     | broadcast             | broadcast              | phát thanh, phát sóng          |
| build         | built                 | built                  | xây dựng                       |
| burn          | burnt/ burned         | burnt/ burned          | đốt, cháy                      |
| burst         | burst/brast           | burst/brast            | bùng nổ, nổ tung, nổ           |
| bust          | bust/busted           | bust/busted            | làm vỡ, bắt giữ                |
| buy           | bought                | bought                 | mua                            |
| cast          | cast                  | cast                   | ném, tung                      |
| can           | could                 |                        | có thể                         |
| catch         | caught                | caught                 | bắt, chụp                      |
| chide         | chid/ chided          | chid/ chidden/ chided  | mắng chửi, trách mắng          |
| choose        | chose                 | chosen                 | chọn, lựa                      |
| clad          | clad                  | clad                   | che phủ, bao bọc, tráng        |
| clap          | clapped/clapt         | clapped/clapt          | vỗ, vỗ tay, đặt mạnh           |
| cleave        | clove/ cleft/ cleaved | cloven/ cleft/ cleaved | chẻ, tách hai, bửa, tách ra    |
| cling         | clung                 | clung                  | dính chặt, bám víu, đeo bám    |
| clothe        | clad/clothed          | clad/clothed           | mặc quần áo                    |
| come          | came                  | come                   | đến, đi đến                    |
| cost          | cost                  | cost                   | có giá là, trị giá             |
| creep         | crept                 | crept                  | leo, bò, trườn, lết            |
| crow          | crew/crewed           | crowed                 | gáy (gà)                       |
| cut           | cut                   | cut                    | cắt, chặt                      |
| deal          | dealt                 | dealt                  | ngã giá, giao thiệp            |
| dig           | dug/digged            | dug/digged             | đào, đào bới, xới              |
| dive          | dove/ dived           | dove/dived             | lặn, lao xuống                 |
| do            | did                   | done                   | làm, hành động                 |
| dow           | dowed/dought          | dowed/dought           | hạ, hạ gục                     |
| draw          | drew                  | drawn                  | vẽ                             |
| dream         | dreamt/ dreamed       | dreamt/ dreamed        | mơ thấy                        |
| drink         | drank                 | drunk                  | uống                           |
| drive         | drove                 | driven                 | lái xe                         |
| dwell         | dwelt                 | dwelt                  | trú ngụ, ở                     |
| earn          | earned/earnt          | earned/earnt           | kiếm sống                      |
| eat           | ate                   | eaten                  | ăn                             |
| fall          | fell                  | fallen                 | ngã, rơi, té, rụng             |
| feed          | fed                   | fed                    | cho ăn, ăn, nuôi               |
| feel          | felt                  | felt                   | cảm thấy                       |
| fight         | fought                | fought                 | chiến đấu                      |
| find          | found                 | found                  | tìm thấy, thấy                 |
| fit           | fitted/fit            | fitted/fit             | làm vừa vặn                    |
| flee          | fled                  | fled                   | chạy trốn                      |
| fling         | flung                 | flung                  | tung, quăng, liệng, ném        |
| fly           | flew                  | flown                  | bay                            |
| forbear       | forbore               | forborne               | nhịn                           |
| forbid        | forbade/ forbad       | forbidden              | cấm đoán, cấm                  |
| forecast      | forecast/ forecasted  | forecast/ forecasted   | tiên đoán, dự đoán, dự báo     |
| foresee       | foresaw               | forseen                | thấy trước                     |
| foretell      | foretold              | foretold               | đoán trước                     |
| forget        | forgot                | forgotten              | quên                           |
| forgive       | forgave               | forgiven               | tha thứ                        |
| forsake       | forsook               | forsaken               | ruồng bỏ                       |
| freeze        | froze                 | frozen                 | (làm) đông lại                 |
| get           | got                   | got/ gotten            | có được, lấy được              |
| gild          | gilt/ gilded          | gilt/ gilded           | mạ vàng                        |
| gird          | girt/ girded          | girt/ girded           | đeo vào                        |
| give          | gave                  | given                  | cho                            |
| go            | went                  | gone                   | đi                             |
| grave         | grove/graved          | graven/graved          | đào huyệt                      |
| grind         | ground                | ground                 | nghiền, xay                    |
| grow          | grew                  | grown                  | mọc, trồng                     |
| hang          | hung                  | hung                   | móc lên, treo lên              |
| have          | had                   | had                    | có                             |
| hear          | heard                 | heard                  | nghe                           |
| heave         | hove/ heaved          | hove/ heaved           | trục lên                       |
| hide          | hid                   | hidden                 | giấu, trốn, ẩn, nấp            |
| hit           | hit                   | hit                    | đụng                           |
| hold          | held                  | held/holden            | giữ, nắm, cầm, nắm giữ         |
| hurt          | hurt                  | hurt                   | làm đau                        |
| inlay         | inlaid                | inlaid                 | dát, khảm                      |
| input         | input                 | input                  | đưa vào (máy điện toán)        |
| inset         | inset                 | inset                  | cài, ghép                      |
| keep          | kept                  | kept                   | giữ                            |
| kneel         | knelt/ kneeled        | knelt/ kneeled         | quỳ                            |
| knit          | knit/ knitted         | knit/ knitted          | đan                            |
| know          | knew                  | known                  | biết, quen biết                |
| lade          | laded                 | laden/laded            | rời khỏi                       |
| lay           | laid                  | laid                   | đặt, để                        |
| lead          | led                   | led                    | dẫn dắt, lãnh đạo              |
| lean          | leant/leaned          | leant/leaned           | tựa, ngả, dựa vào, dựa, chống  |
| leap          | leapt                 | leapt                  | nhảy, nhảy qua                 |
| learn         | learnt/ learned       | learnt/ learned        | học, được biết, học hỏi        |
| leave         | left                  | left                   | ra đi, để lại, rời bỏ          |
| lend          | lent                  | lent                   | cho mượn (vay)                 |
| let           | let                   | let                    | cho phép, để cho               |
| lie           | lay                   | lain                   | nằm, tọa lạc                   |
| light         | lit/ lighted          | lit/ lighted           | thắp sáng, đốt                 |
| lose          | lost                  | lost                   | làm mất, mất                   |
| make          | made                  | made                   | chế tạo, sản xuất              |
| may           | might                 |                        | có thể                         |
| mean          | meant                 | meant                  | có nghĩa là                    |
| meet          | met                   | met                    | gặp mặt, gặp gỡ, gặp           |
| melt          | melted/molt           | melted/molten          | nóng chảy                      |
| misslay       | mislaid               | mislaid                | để lạc mất                     |
| mislead       | misled                | misled                 | đánh lừa                       |
| misread       | misread               | misread                | đọc sai                        |
| misspell      | misspelt              | misspelt               | viết sai chính tả              |
| mistake       | mistook               | mistaken               | phạm lỗi, nhầm lẫn             |
| misunderstand | misunderstood         | misunderstood          | hiểu lầm                       |
| mow           | mowed                 | mown/ mowed            | cắt cỏ                         |
| outbid        | outbid                | outbid                 | trả hơn giá                    |
| outdo         | outdid                | outdone                | làm giỏi hơn                   |
| outgrow       | outgrew               | outgrown               | lớn nhanh hơn                  |
| output        | output                | output                 | cho ra (dữ kiện)               |
| outrun        | outran                | outrun                 | chạy nhanh hơn, vượt quá       |
| outsell       | outsold               | outsold                | bán nhanh hơn                  |
| overcome      | overcame              | overcome               | khắc phục, vượt qua            |
| overeat       | overate               | overeaten              | ăn quá nhiều                   |
| overfly       | overflew              | overflown              | bay qua                        |
| overhang      | overhung              | overhung               | nhô lên trên, treo lơ lửng     |
| overhear      | overheard             | overheard              | nghe trộm                      |
| overlay       | overlaid              | overlaid               | phủ lên                        |
| overpay       | overpaid              | overpaid               | trả quá tiền                   |
| overrun       | overran               | overrun                | tràn ngập                      |
| oversee       | oversaw               | overseen               | trông nom                      |
| oversell      | oversold              | oversold               | bán quá mức, bán quá chạy      |
| overshoot     | overshot              | overshot               | đi quá đích                    |
| oversleep     | overslept             | overslept              | ngủ quên                       |
| overtake      | overtook              | overtaken              | đuổi bắt kịp, qua mặt          |
| overthrow     | overthrew             | overthrown             | lật đổ                         |
| pay           | paid                  | paid                   | trả (tiền)                     |
| proofread     | proofread             | proofread              | đọc lại, soát lại              |
| prove         | proved                | proven/ proved         | chứng minh, chứng tỏ           |
| put           | put                   | put                    | đặt, để                        |
| quit          | quit                  | quit                   | bỏ, rời bỏ                     |
| read /riːd/   | read /rɛd/            | read /rɛd/             | đọc                            |
| rebuild       | rebuilt               | rebuilt                | xây dựng lại                   |
| redo          | redid                 | redone                 | làm lại                        |
| relearn       | relearned/relearnt    | relearned/relearnt     | học lại                        |
| remake        | remade                | remade                 | làm lại, chế tạo lại           |
| rend          | rent                  | rent                   | toạc ra, xé, xé nát, lôi kéo   |
| repay         | repaid                | repaid                 | hoàn tiền lại, trả lại tiền    |
| reread        | reread                | reread                 | đọc lại                        |
| resell        | resold                | resold                 | bán lại                        |
| resend        | resent                | resent                 | gửi lại                        |
| reshoot       | reshot                | reshot                 | bắn lại, chụp lại              |
| retake        | retook                | retaken                | chiếm lại, tái chiếm           |
| rewrite       | rewrote               | rewritten              | viết lại                       |
| rid           | rid                   | rid                    | giải thoát                     |
| ride          | rode                  | ridden                 | cưỡi, đi xe đạp                |
| ring          | rang                  | rung                   | bao vây, bao quanh             |
| ring          | rang                  | rung                   | rung chuông                    |
| rise          | rose                  | risen                  | đứng dậy, mọc                  |
| run           | ran                   | run                    | chạy                           |
| saw           | sawed                 | sawn                   | cưa                            |
| say           | said                  | said                   | nói                            |
| see           | saw                   | seen                   | nhìn thấy                      |
| seek          | sought                | sought                 | tìm kiếm                       |
| sell          | sold                  | sold                   | bán                            |
| send          | sent                  | sent                   | gửi                            |
| set           | set                   | set                    | đặt, để, sắp xếp               |
| sew           | sewed                 | sewn/ sewed            | may                            |
| shake         | shook                 | shaken                 | rung, lay, lắc                 |
| shear         | sheared               | shorn                  | xén lông (cừu)                 |
| shed          | shed                  | shed                   | rơi, rụng                      |
| shine         | shone                 | shone                  | chiếu sáng                     |
| shoot         | shot                  | shot                   | bắn                            |
| show          | showed                | shown/ showed          | cho xem                        |
| shrink        | shrank                | shrunk                 | co rút                         |
| shut          | shut                  | shut                   | đóng lại                       |
| sing          | sang                  | sung                   | ca hát                         |
| sit           | sat                   | sut                    | ngồi                           |
| sink          | sank                  | sunk                   | chìm, lặn                      |
| slay          | slew                  | slain                  | sát hại, giết hại              |
| sleep         | slept                 | slept                  | ngủ                            |
| slide         | slid                  | slid                   | trượt, lướt                    |
| sling         | slung                 | slung                  | ném mạnh                       |
| slink         | slunk                 | slunk                  | lẻn đi                         |
| slit          | slit                  | slit                   | xẻ, bổ                         |
| smell         | smelt                 | smelt                  | ngửi                           |
| smite         | smote                 | smitten                | đập mạnh                       |
| sow           | sowed                 | sown/ sewed            | gieo, rải                      |
| speak         | spoke                 | spoken                 | nói                            |
| speed         | sped/ speeded         | sped/ speeded          | chạy vụt                       |
| spell         | spelt/ spelled        | spelt/ spelled         | đánh vần                       |
| spend         | spent                 | spent                  | tiêu xài, sử dụng              |
| spill         | spilt/ spilled        | spilt/ spilled         | tràn đổ ra                     |
| spin          | spun/ span            | spun                   | quay sợi                       |
| spit          | spat                  | spat                   | khạc nhổ                       |
| split         | split                 | split                  | chẻ, nứt                       |
| spoil         | spoilt/ spoiled       | spoilt/ spoiled        | làm hỏng                       |
| spread        | spread                | spread                 | lan truyền                     |
| spring        | sprang                | sprung                 | nhảy                           |
| stand         | stood                 | stood                  | đứng                           |
| stave         | stove/ staved         | stove/ staved          | đâm thủng                      |
| steal         | stole                 | stolen                 | đánh cắp                       |
| stick         | stuck                 | stuck                  | ghim vào, đính                 |
| sting         | stung                 | stung                  | châm, chích, đốt               |
| stink         | stunk/ stank          | stunk                  | bốc mùi hôi                    |
| strew         | strewed               | strewn/ strewed        | rắc, rải                       |
| stride        | strode                | stridden               | bước sải                       |
| strike        | struck                | struck                 | đánh đập                       |
| string        | strung                | strung                 | gắn dây vào                    |
| strive        | strove                | striven                | cố sức                         |
| swear         | swore                 | sworn                  | tuyên thệ                      |
| sweep         | swept                 | swept                  | quét                           |
| swell         | swelled               | swollen/ swelled       | phồng, sưng                    |
| swim          | swam                  | swum                   | bơi, lội                       |
| swing         | swung                 | swung                  | đong đưa, lắc                  |
| take          | took                  | taken                  | cầm, lấy                       |
| teach         | taught                | taught                 | dạy, giảng dạy                 |
| tear          | tore                  | torn                   | xé, rách                       |
| tell          | told                  | told                   | kể, bảo                        |
| think         | thought               | thought                | suy nghĩ                       |
| throw         | threw                 | thrown                 | ném, liệng                     |
| thrust        | thrust                | thrust                 | thọc, nhấn                     |
| tread         | trod                  | trodden/ trod          | giẫm, đạp                      |
| unbend        | unbent                | unbent                 | làm thẳng lại                  |
| undercut      | undercut              | undercut               | ra giá rẻ hơn                  |
| undergo       | underwent             | undergone              | kinh qua                       |
| underlie      | underlay              | underlain              | nằm dưới                       |
| underpay      | underpaid             | underpaid              | trả lương thấp                 |
| undersell     | undersold             | undersold              | bán rẻ hơn                     |
| understand    | understood            | understood             | hiểu                           |
| undertake     | undertook             | undertaken             | đảm nhận                       |
| underwrite    | underwrote            | underwritten           | bảo hiểm                       |
| undo          | undid                 | undone                 | tháo ra                        |
| unfreeze      | unfroze               | unfrozen               | làm tan đông                   |
| unwind        | unwound               | unwound                | tháo ra                        |
| uphold        | upheld                | upheld                 | ủng hộ                         |
| upset         | upset                 | upset                  | đánh đổ, lật đổ                |
| wake          | woke/ waked           | woken/ waked           | thức giấc                      |
| waylay        | waylaid               | waylaid                | mai phục                       |
| wear          | wore                  | worn                   | mặc                            |
| weave         | wove/ weaved          | woven/ weaved          | dệt                            |
| wed           | wed/ wedded           | wed/ wedded            | kết hôn                        |
| weep          | wept                  | wept                   | khóc                           |
| wet           | wet/ wetted           | wet/ wetted            | làm ướt                        |
| win           | won                   | won                    | chiến thắng                    |
| will          | would                 |                        | sẽ                             |
| wind          | wound                 | wound                  | quấn                           |
| withdraw      | withdrew              | withdrawn              | rút lui                        |
| withhold      | withheld              | withheld               | từ khước                       |
| withstand     | withstood             | withstood              | cầm cự                         |
| work          | wrought/ worked       | wrought/ worked        | rèn (sắt)                      |
| wring         | wrung                 | wrung                  | vặn, siết chặt                 |
| write         | wrote                 | written                | viết                           |
|               |                       |                        |                                |